# Carlos Tomás Morel Diplán

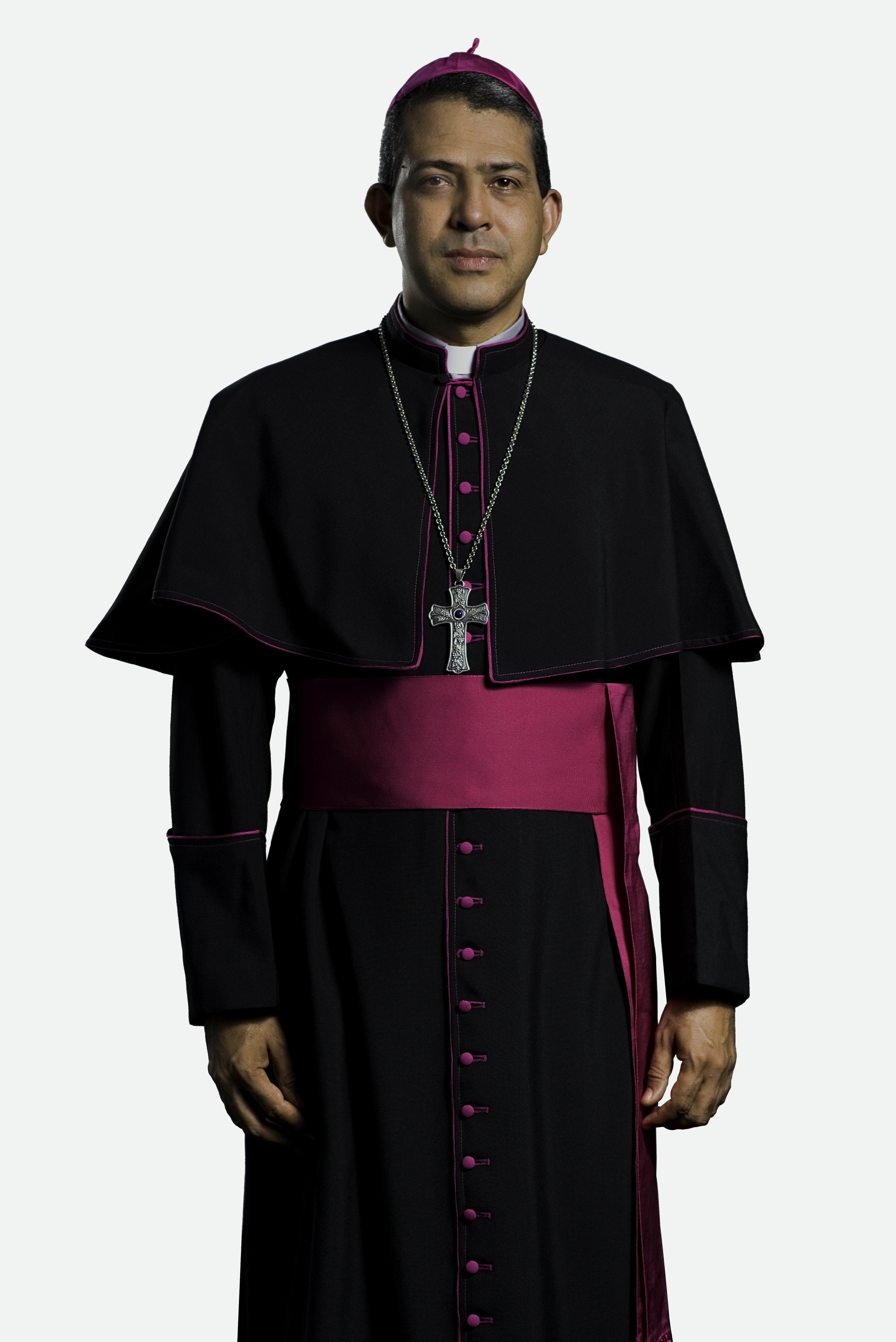
Carlos Tomás Morel Diplán, 2017

Carlos Tomás Morel Diplán (* 2. November 1969 in Monte de la Jagua, Provinz Espaillat, Dominikanische Republik) ist ein dominikanischer Geistlicher und ernannter römisch-katholischer Bischof von La Vega.

## Leben
Carlos Tomás Morel Diplán empfing am 24. Juni 2000 das Sakrament der Priesterweihe für das Erzbistum Santiago de los Caballeros.
Papst Franziskus ernannte ihn am 14. Dezember 2016 zum Titularbischof von Buxentum und zum Weihbischof in Santiago de los Caballeros. Der emeritierte Bischof von Barahona und Apostolischer Administrator von San Pedro de Macorís, Rafael Leónidas Felipe y Núñez, spendete ihm am 25. Februar des folgenden Jahres die Bischofsweihe. Mitkonsekratoren waren der Erzbischof von Santiago de los Caballeros, Freddy Antonio de Jesús Bretón Martínez, und der Apostolische Nuntius in der Dominikanischen Republik, Erzbischof Jude Thaddeus Okolo.
Am 18. Oktober 2024 bestellte ihn Papst Franziskus zum Bischof von La Vega.